# HD 7199
HD 7199 es una estrella en la constelación de Tucana, ubicada a 118 años luz del Sol, basándose en su paralaje. Tiene un tono anaranjado, pero es demasiado tenue para ser observada a simple vista, con una magnitud visual aparente de +8,06. La estrella se aleja del Sol a una velocidad radial de +5,6 km/s.
La estrella HD 7199 se llama Emiw. El nombre fue seleccionado por Mozambique en la campaña NameExoWorlds durante el centenario de la UAI. Emiw representa el amor en el idioma makhuwa.
Este objeto tiene una clasificación estelar de K1IV, que corresponde a una estrella subgigante de tipo K que se encuentra en proceso de enfriamiento y expansión fuera de la secuencia principal, tras haber agotado el suministro de hidrógeno en su núcleo. Tiene alrededor de 10 mil millones de años y una baja velocidad de rotación proyectada de 2,2 km/s. La estrella parece ser muy rica en metales, con más del doble de hierro que el Sol. Tanto su masa como su radio son menores que los del Sol, y solo irradia el 70 % de su luminosidad.Presenta un ciclo de actividad magnética similar al del Sol.

## Sistema planetario
El HARPS, ubicado en Chile, descubrió que contiene un planeta con una masa mínima de 0,29 veces la de Júpiter (92 veces la masa de la Tierra) y un período orbital de 615 días.
El planeta HD 7199 b recibió el nombre de Hairu en 2019. Hairu representa la unidad en el idioma makhuwa.
| Planeta | Masa             | Semieje mayor (UA) | Periodo orbital (días) | Excentricidad | Inclinación | Radio |
| ------- | ---------------- | ------------------ | ---------------------- | ------------- | ----------- | ----- |
| b       | >0.29 ± 0.023 MJ | 1.36 ± 0.02        | 615                    | 0.36 ± 0.12   | - °         | ?     |